# Karen Lachmann
Karen Vilhelmine Lachmann (født 30. maj 1916 i Beijing, død 30. september 1962 i Hellerup) var en dansk fægter, der to gange vandt OL-medaljer i fleuret.

## Barn- og ungdom
Lachmann blev sammen med sine to søstre adopteret af en velhavende jødisk familie ved hendes mors andet giftermål. I deres nye familie fik de tre søstre mulighed for at dyrke forskellige sportsgrene, og Karen Lachmann valgte fægtning, der var blevet en mulighed for kvinder fra omkring århundredskiftet forinden. Det var dog fortrinsvis en sport for de velhavende, da den krævede intensiv, individuel instruktion, og det var der mulighed for i Lachmanns nye familie. I perioden 1931-36 var hun medlem af Cirklen og derefter til sin død i Trekanten.

## Aktiv fægtekarriere
Hun deltog i fire olympiske lege. Første gang var 1936 i Berlin, og her blev hun nummer fem. Året efter var hun med på det danske fleurethold, der vandt VM-bronze.
Efter anden verdenskrig var hun med til at blive verdensmester for hold i fleuret i 1947 og 1948. Ved OL 1948 i London deltog 39 fægtere i fleuret, og Lachmann vandt sin pulje i indledende runde og i kvartfinalen. I semifinalen blev hun nummer to efter ungareren Ilona Elek, og i finalen var Elek igen stærkest og vandt guld. Lachmann opnåede som to andre fægtere fem sejre, men da Lachmann modtog færrest træffere, sikrede hun sig sølvmedaljen, mens Ellen Müller-Preis fra Østrig vandt bronze.
I 1949 var hun igen med ved VM i fleuret på det danske hold, der vandt sølv. Efter en operation for diskusprolaps var hun igen med på den internationale scene i 1951, hvor hun igen var med til at vinde sølv for hold ved VM i fleuret.
Ved OL 1952 i Helsinki deltog Lachmann igen i fleuret, og efter at have vundet sine puljer i såvel indledende runde som kvart- og semifinalen var hun klar til finalerunden. Her tabte hun tre af sine kampe lige som tre andre fægtere, og da italienske Irene Camber-Como og Ilona Elek begge blot tabte to, delte de guld og sølv med guld til italieneren. Bachmann var bedst blandt de fire på med tre nederlag, så derfor modtog hun bronzemedaljen.
I 1954 vandt hun VM-guld individuelt, og hun deltog i OL for sidste gang i 1956 i Melbourne, hvor hun blev nummer seks.
I Danmark var Lachmann næsten urørlig i 1950'erne og vandt DM hvert år i perioden 1951-1957. I 1958 måtte hun melde fra på grund af en ny stor operation, men nåede i 1959 et sidste danmarksmesterskab.

## Øvrige karriere
Organisatorisk var Karen Lachmann i mange år medlem af bestyrelsen i Trekanten, heraf flere som formand (fra 1955 til sin død). Hun var også kortvarigt under anden verdenskrig medlem af Dansk Fægte-Forbunds ledelse, og kort før sin død blev hun i 1962 valgt ind i Dansk Idræts-Forbunds bestyrelse.
Lachmann var uddannet sekretær og arbejdede som sådan i mange år på det farmakologiske institut på Københavns Universitet.
Karen Lachmann er begravet i fællesgraven på Bispebjerg Kirkegård.